# Латинский ипсилон
Ʊ, ʊ (ипсилон) — буква расширенной латиницы, символ МФА.

## Использование

### Международный фонетический алфавит
Строчная буква ʊ используется в Международном фонетическом алфавите для обозначения ненапряжённого огублённого гласного заднего ряда верхнего подъёма.
Происходит от капительной U (ᴜ), которая появилась в МФА в 1898 году для обозначения ненапряжённого огублённого гласного заднего ряда верхнего подъёма, наряду с капительной I (ɪ) и капительной Y (ʏ), которые обозначали ненапряжённый неогублённый гласный переднего ряда верхнего подъёма и ненапряжённый огублённый гласный переднего ряда верхнего подъёма соответственно. Затем ᴜ стала взаимозаменяемой с ʊ, которая в конце концов вытеснила её в Maître phonétique и в таблицах символов МФА.
Была заменена символом ɷ в 1944 году, но позже признана альтернативной ему, а затем восстановлена в 1989 году.

### Африканские языки
Использовалась в Африканском эталонном алфавите 1978 года. Был заменена буквой омега (ω) в редакции 1982 года.
Используется в алфавите для национальных языков Бенина.